# Vent de sable
Vent de sable (en árabe, رياح رملية) es una película dramática argelina de 1982 dirigida por Mohammed Lakhdar-Hamina. Se inscribió en el Festival de Cine de Cannes de 1982. La película también fue seleccionada como la entrada de Argelia a la Mejor Película en Lengua Extranjera en los 55.ª edición de los Premios Óscar, pero no fue nominada.

## Reparto
- Nadir Benguedih
- Himmoud Brahimi
- Hadja
- Sabrina Hannach
- Merwan Lakhdar-Hamina
- M. Mahboub
- Albert Minski
- Leila Shenna
- Sissani
- Nadia Talbi